# Imagination (группа)
Imagination — британское трио, поп-группа, исполнявшая песни в стилях соул с элементами танцевальной музыки, фанк, пост-диско. Творчество группы представляет собой яркий образец «чёрной» европейской музыки. 
В состав Imagination входили музыканты Ли Джон (род. 23 июня 1957), Эшли Ингрэм (27 ноября 1960), Эррол Кеннеди (9 июня 1953).
В 1981 году при поддержке продюсерского тандема Jolley & Swain они дебютировали с песней «Body Talk», ставшей хитом и достигшей 4-й строчки в UK Singles Chart. В том же году вышел их одноимённый дебютный альбом.
Следующий сингл Imagination «Just An Illusion» достиг второй строчки в Великобритании и стал их самым коммерчески успешным синглом. Песня представлена на втором студийном альбоме трио «In the Heat of the Night», в который вошла также песня «Music and Lights», считающаяся «визитной карточкой» группы.
В 1986 году композиция «Just An Illusion» вошла в саундтрек фильма «Иллюзия убийства», а в 2005 году была использована в компьютерной игре Fahrenheit.
Визитной карточкой группы были также яркие экстравагантных костюмы в клипах с эротичным изображением наложников и «наложниц» из пустынного оазисного гарема, а также фальцет Ли Джонна
Во второй половине 1980-х годов песни Imagination теряли популярность, хотя группа продолжала гастролировать, а несколько их альбомов были относительно успешными. В 1990 году группа посетила СССР, но выступала в полупустом зале.
В 1992 году вышел их последний альбом Fascination Of The Physical, а вскоре после этого они прекратили концертную деятельность.

## Дискография
- «Body Talk» (1981);
- «In The Heat Of The Night» (1982);
- «Night Dubbing» (1983);
- «Scandalous» (1983);
- «New Dimension» (1984)
- «Trilogy» (1986)
- «Closer» (1987)
- «Imagination — All the hits» (1989);
- «Fascination of the physical» (1992);
- «Night Dubbing II» (2014);